# Remora brachyptera
Remora brachyptera is een  straalvinnige vissensoort uit de familie van remoras of zuigbaarzen (Echeneidae). De wetenschappelijke naam van de soort is voor het eerst geldig gepubliceerd in 1839 door Lowe.
De soort staat op de Rode Lijst van de IUCN als niet bedreigd, beoordelingsjaar 2009. De omvang van de populatie is volgens de IUCN stabiel.